# 4288 Tokyotech
4288 Tokyotech је астероид главног астероидног појаса са средњом удаљеношћу од Сунца која износи 2,627 астрономских јединица (АЈ).
Апсолутна магнитуда астероида је 11,8.